# The Fluffer
The Fluffer (tj. Rozkuřovač) je americký hraný film z roku 2001, který režírovali Richard Glatzer a Wash West. Film popisuje osudy idealistického gaye, který začne pracovat v pornografickém filmovém studiu jako kameraman. Film měl světovou premiéru na 51. ročníku Berlinale, kde byl vybrán do hlavní sekce. V cameo rolích se ve snímku objevilo několik osob z erotického průmyslu jako pornoherec Ron Jeremy nebo režisér Chi Chi LaRue.

## Děj
Sean McGinnis je student filmové vědy, který se přistěhoval do Los Angeles a je častým návštěvníkem videopůjčovny. Jednoho dne si vypůjčí film Občan Kane (Citizen Kane), ale doma zjistí, že v obalu se nacházel pornofilm Citizen Cum. Při jeho zhlédnutí se zamiluje do herce, který si říká Johnny Rebel. Sean získá místo jako kameraman v produkční firmě, pro kterou Mikey alias Johnny pracuje, aby mu byl nablízku. Tam se dozví, že Mikey je gay-for-pay, který si takto jen vydělává peníze a žije se svou přítelkyní Julií. Julie je tanečnice v baru a přemlouvá Mikeyho, aby si našel jinou práci. Navíc s ním čeká dítě. Mikey ale dítě nechce a Julie se nakonec rozhodne podstoupit potrat. Sean tajně miluje Mikeyho, ale seznámí se na kursu jógy s Brianem, studentem akupunktury. Mikey se dostává kvůli užívání speedu do problémů – ve firmě už s ním pro jeho nespolehlivost nepočítají a Julie ho vyhodí z domu. Ve firmě ukradne filmovou kameru a v hádce zabije Chada, který ve studiu pracoval. Zatímco po něm policie pátrá, ukryje se u Seana a ten ho tajně převeze přes hranice do Mexika. Zde mu Sean vyzná lásku, ale druhý den zjistí, že mu Mikey ukradl peníze a auto a zmizel. Vrací se stopem zpět. Julie mezitím balí ve svém domě a odjíždí pryč z Los Angeles.

## Obsazení
| Scott Gurney   | Mikey Rossini / Johnny Rebel |
| Michael Cunio  | Sean McGinnis                |
| Roxanne Day    | Julie Desponsio / Babylon    |
| Taylor Negron  | Tony Brooks                  |
| Richard Riehle | Sam Martins                  |
| Debbie Harry   | Marcella                     |
| Tim Bagley     | Alan Dieser                  |
| Adina Porter   | Silver                       |
| Ruben Madera   | Hector Flores                |
| Josh Holland   | Brian                        |
| Robert Walden  | Herman Lasky / Chad Cox      |
| Penn Badgley   | mladý Sean                   |

## Ocenění
- 2003 GayVN Awards: cena za Nejlepší alternativní počin roku